# Lachenebeek
De Lachenenbeek is een beek die ontspringt nabij het kapelleveld te Boechout.
Nabij de Boshoek voegt de Lauwerijksbeek, en even verderop ook de Zevenbergseloop, zich bij de Lachenenbeek. Ze verlaat de gemeente ter hoogte van het driegemeentenpunt Lier-Lint-Boechout richting Lier.
Alhier stroomt ze langs het Maaikensveld naar het Hof van Lachenen om aldaar samen met de Babelsebeek in de Nete te stromen.